# West Gardiner
West Gardiner és una població dels Estats Units a l'estat de Maine (EUA). Segons el cens del 2000 tenia 2.902 habitants.

## Demografia
Segons el cens del 2000, West Gardiner tenia 2.902 habitants, 1.115 habitatges, i 831 famílies. La densitat de població era de 45,5 habitants/km².
Dels 1.115 habitatges en un 35,4% hi vivien nens de menys de 18 anys, en un 61,7% hi vivien parelles casades, en un 9,1% dones solteres, i en un 25,4% no eren unitats familiars. En el 17,7% dels habitatges hi vivien persones soles el 5,3% de les quals corresponia a persones de 65 anys o més que vivien soles. El nombre mitjà de persones vivint en cada habitatge era de 2,6 i el nombre mitjà de persones que vivien en cada família era de 2,93.
Per edats la població es repartia de la següent manera: un 25% tenia menys de 18 anys, un 6,7% entre 18 i 24, un 32,9% entre 25 i 44, un 26,1% de 45 a 60 i un 9,4% 65 anys o més.
L'edat mediana era de 37 anys. Per cada 100 dones de 18 o més anys hi havia 95,1 homes.
La renda mediana per habitatge era de 45.434 $ i la renda mediana per família de 48.056 $. Els homes tenien una renda mediana de 30.806 $ mentre que les dones 26.357 $. La renda per capita de la població era de 19.832 $. Entorn del 3,4% de les famílies i el 5,3% de la població estaven per davall del llindar de pobresa.